# Eugenie Bandell

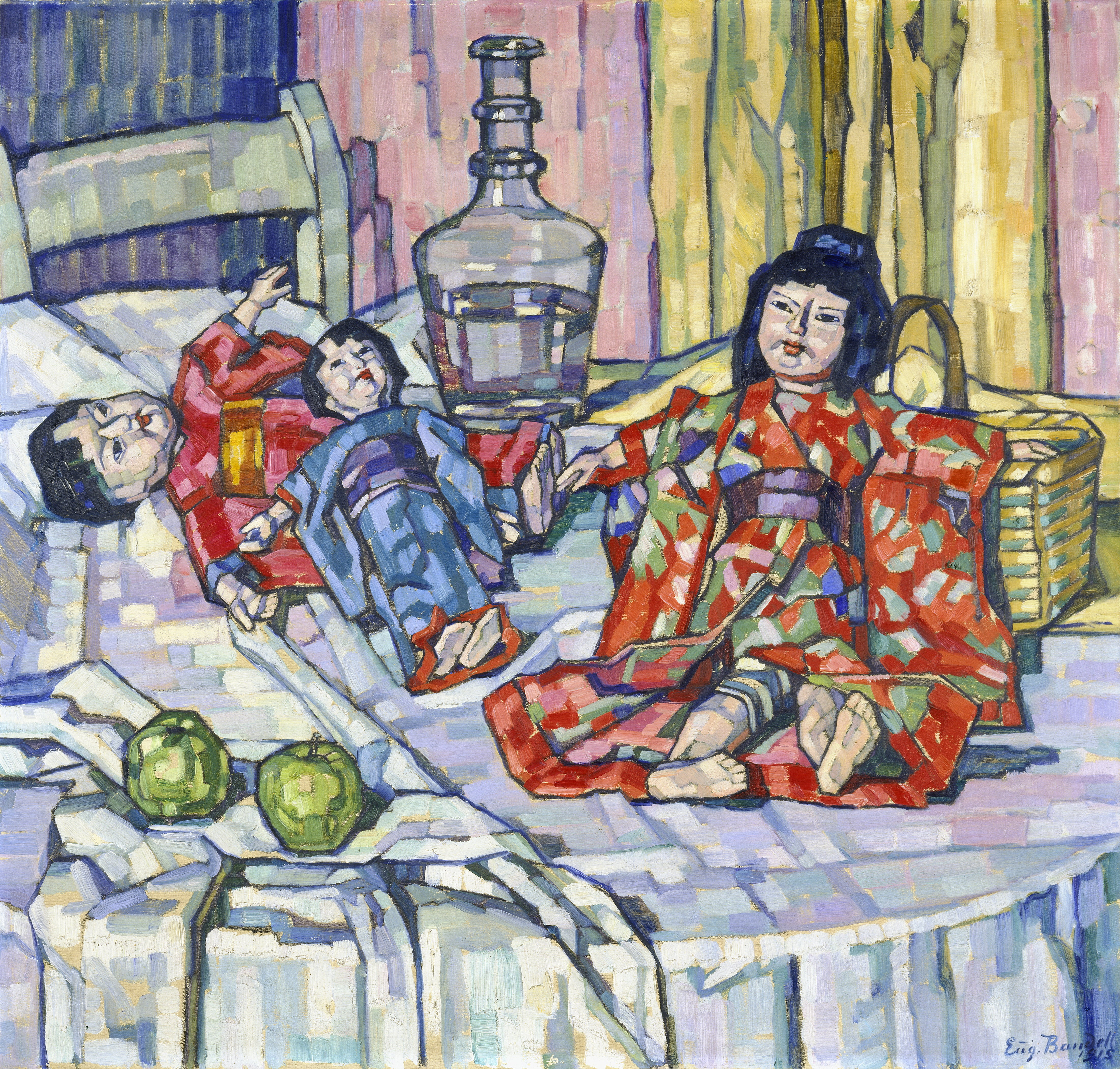
Eugenie Bandell, Japanische Puppen mit Äpfeln, 1915

Louise Eugenie Bandell (* 21. Dezember 1858 in Frankfurt am Main; † 2. April 1918 ebenda) war eine deutsche Malerin, Radiererin und Grafikerin.

## Leben
Eugenie wurde in Frankfurt geboren als Tochter des Frankfurter Kaufmanns Heinrich Gottlieb Bandell (1831–1902) und seiner Frau Emilie geb. Schumm (1833–1896). Ihr jüngerer Bruder Max Gustav Bandell starb bereits mit 9½ Jahren (1869–1879).
Sie erhielt ihre künstlerische Ausbildung an der Zeichenakademie in Hanau bei Paul Andorff sowie, ebenfalls in Hanau, an der privaten Malschule von Georg Cornicelius. Nach Abschluss der Ausbildung in Hanau 1895 nahm sie Unterricht in Frankfurt am Main in Radiertechnik bei Bernhard Mannfeld und studierte am Städelschen Kunstinstitut im Privatatelier von Wilhelm Trübner.
Nach zahlreichen erfolgreichen Ausstellungen erhielt sie 1902 ein eigenes Atelier am Städelschen Kunstinstitut, in dem sie bis zu ihrem Tod 1918 arbeitete. Ihre Arbeiten verkaufte sie unter anderem über die Kunsthandlung Ludwig Schames.
Eugenie Bandell war 1913 Gründungsmitglied und Teil des Vorstandes des Frauenkunstverbandes.
Sie ist auf dem Frankfurter Hauptfriedhof im Familiengrab beigesetzt, zusammen mit ihrem Bruder und ihren Eltern.

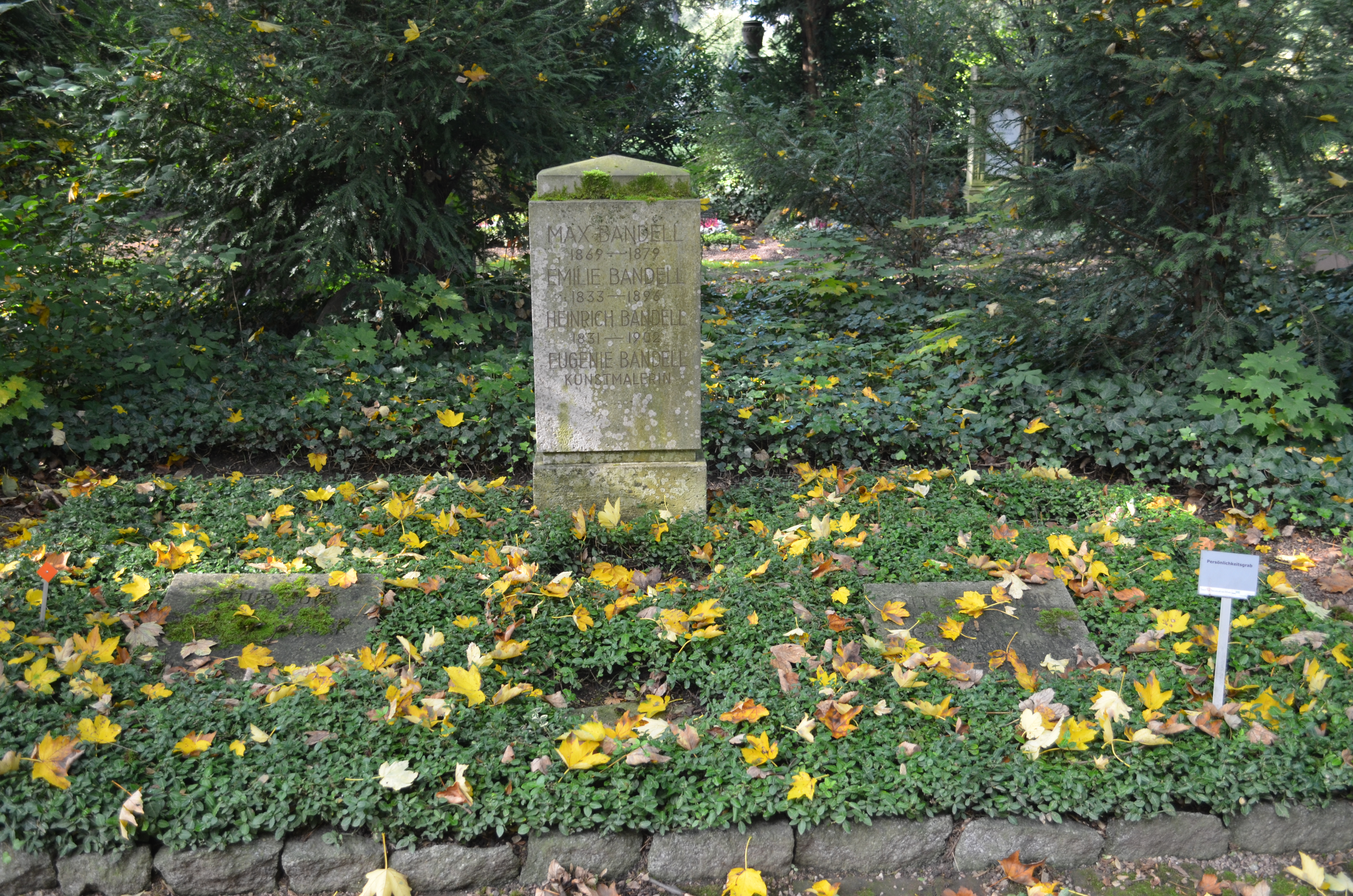
Grabmal Familie Bandell, Hauptfriedhof Frankfurt am Main